# Мурашиний лев звичайний
Мурашиний лев звичайний (Myrmeleon formicarius) — вид комах з родини Myrmeleontidae, один з найпоширеніших видів сітчастокрилих української фауни.

## Морфологічні ознаки
Крила прозорі й пронизані густою сіткою бурувато-чорних жилок. Поздовжні жилки з розвилками біля зовнішнього краю крила. Тіло й крила не мають білуватого нальоту. Вусики у верхній частині потовщені у вигляді тонкої булави, що поступово розширяється до вершини. На голові потилиця й лоб чорні. Передньоспинка чорна з двома жовтуватими плямами, які часто зливаються на боках. Черевце досить довге й тонке, чорне, без довгих кілець. Довжина крил 32–40 мм, довжина черевця 20—28 мм. Точне визначення виду можливе лише за особливостями жилкування крил.

## Географічне поширення

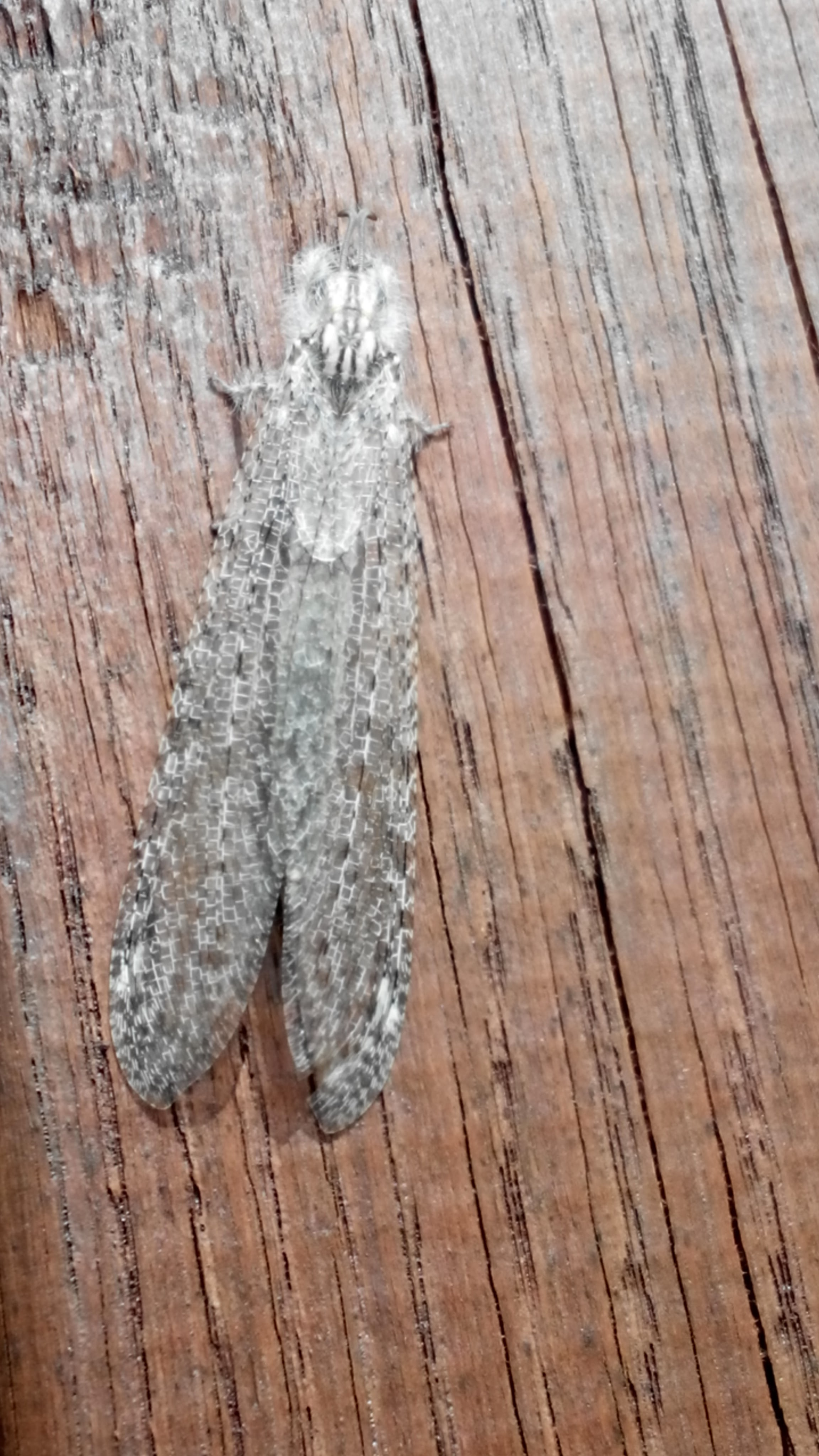
Мурашиний лев. Вилкове. 2014 рік

Ареал виду охоплює всю Європу, за винятком Британських островів та Ірландії. За іншою інформацією, вид поширений по всій Північній Євразії, в тому числі у Європейській Росії, Південному Сибіру аж до Далекого Сходу включно. Хоча за базою даних європейської фауни.

## Спосіб життя

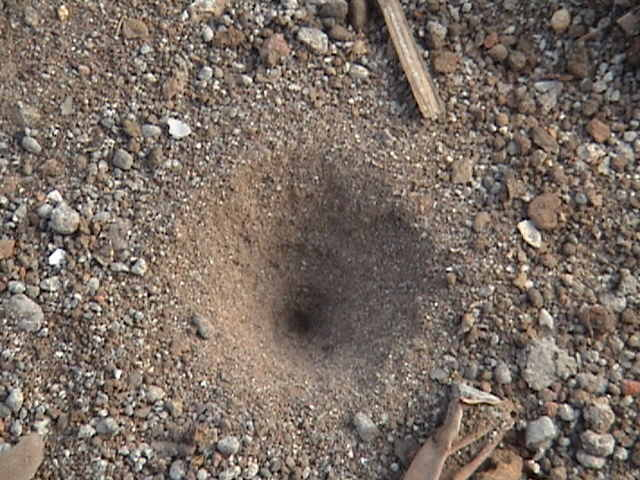
Пастка, збудована мурашиним левом для полювання на дрібних тварин — комах, павуків, багатоніжок тощо

Подібно до решти мурашиних левів, личинка цього виду викопує у сипучому піщаному ґрунті пастку для полювання. Комаха робить це головою, до якої притиснуті верхні щелепи — разом усе це утворює пласку поверхню. Різкими рухами цієї «лопатки» вона викидає ґрунт назовні. Через сипучість піску ямка набуває конічної форми. Сама личинка ховається попід ґрунтом на самісінькому дні, виставивши назовні гострі кінчики щелеп і невеличкі очі.

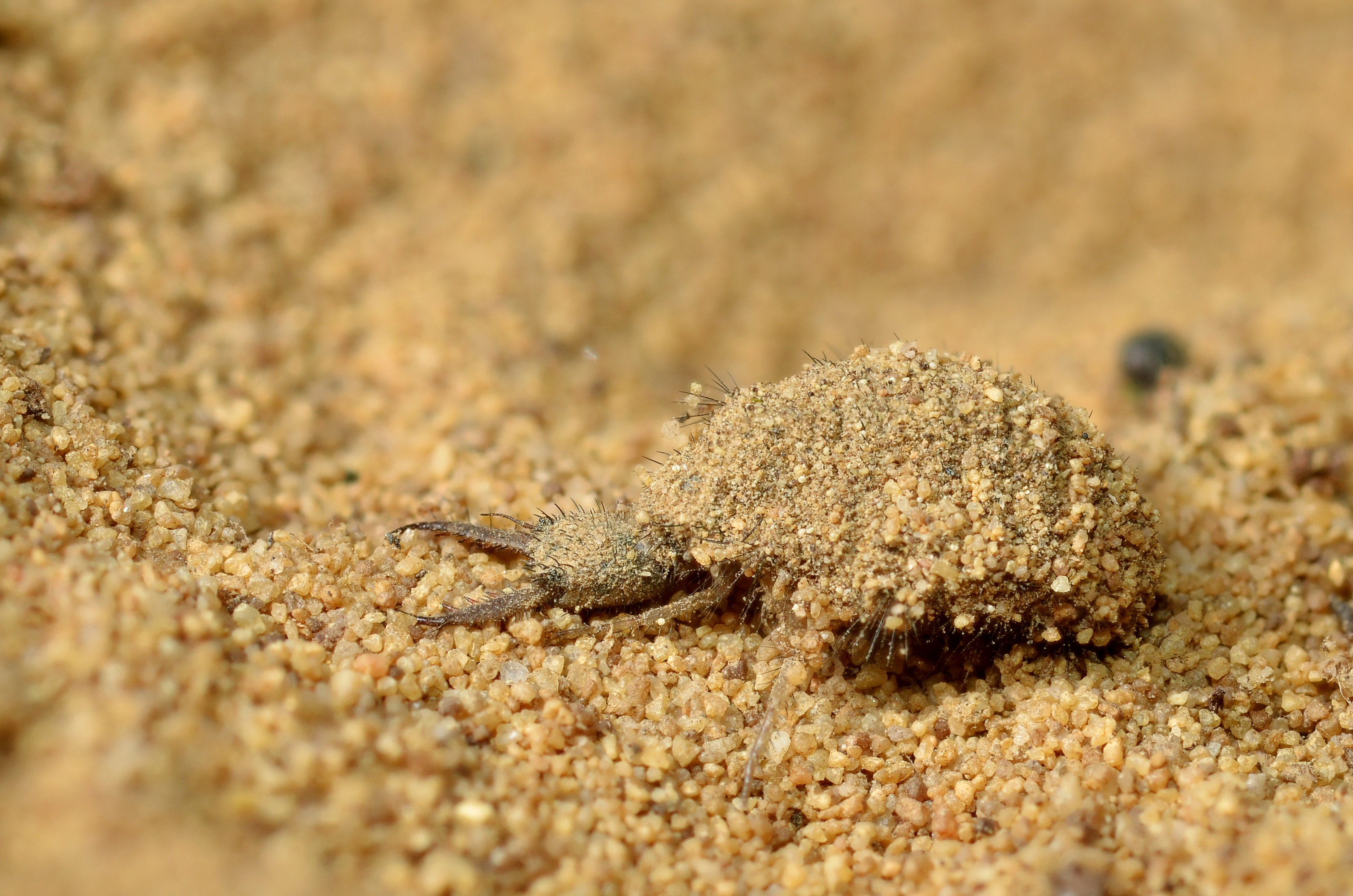
Личинка мурашиного лева зовсім не схожа на дорослу комаху

Коли дрібні комахи (найчастіше мурашки) опиняються на краю пастки, вони разом з піском сунуться до її низу. Личинка сприяє цьому — вона жбурляє у них піском. Коли вони потрапляють до низу, личинка вхоплює їх серпоподібними зазубленими верхніми щелепами. Вздовж внутрішнього краю цих щелеп йде тонкий жолоб. Коли личинка вхоплює здобич, до нього зовні притискується нижня щелепа і всувається в тіло здобичі. Таким чином, жолоб стає каналом, а щелепи утворюють щось на зразок двох хоботків, встромлених у тіло жертви. По каналах в її тіло надходить рідина, яка починає перетравлювати тканини здобичі. Смерть мурахи середнього розміру настає через хвилину, павука — через 1—3 хвилини. Напівперетравлена рідка їжа усмоктується личинкою через ті самі канали

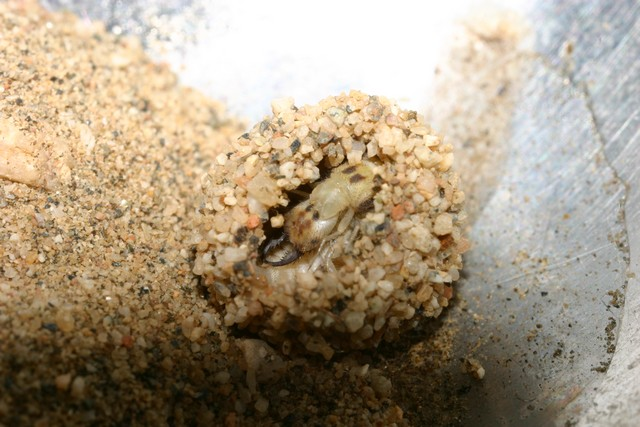
Личинка мурашиного лева заляльковується у піщаному коконі

Заляльковується личинка у ґрунті в одношаровому земляному коконі кулястої форми. Личинка, а потім лялечка і доросла крилата комаха (імаго) лежать у ньому, згорнувшись у кілечко.
Вид включений до Європейського червоного списку, офіційних переліків регіонально рідкісних видів Харківської і Сумської областей, а також в численні регіональні «Червоні книги» Європейської Росії.